# Ramón Cobo
Ramón Cobo Antoranz (Madrid, España, 5 de julio de 1928-ib., 13 de agosto de 2009) fue un futbolista y entrenador español que jugaba como defensa. Era hermano del también futbolista José Cobo, por lo que se le conocía como Cobo II, y llegó a ser presidente del Comité Nacional de Entrenadores de la Real Federación Española de Fútbol.

## Clubes

### Como jugador
| Club                    | País   | Año       |
| ----------------------- | ------ | --------- |
| Real Gijón              | España | 1949-1950 |
| Club Atlético de Madrid | España | 1950-1958 |
| A. D. Rayo Vallecano    | España | 1959-1961 |

### Como entrenador
| Club                          | País   | Año                 |
| ----------------------------- | ------ | ------------------- |
| A. D. Rayo Vallecano          | España | 1960-1961           |
| C. D. Manchego                | España | 1963-1964           |
| R. C. Recreativo de Huelva    | España | 1964-1966           |
| Real Racing Club de Santander | España | 1966-1967           |
| C. D. Tenerife                | España | 1967-1968           |
| Real Oviedo                   | España | 1968-1969           |
| Real Murcia C. F.             | España | 1969-1970           |
| Atlético Madrileño            | España | 1971-1972 1972-1974 |